# Babol

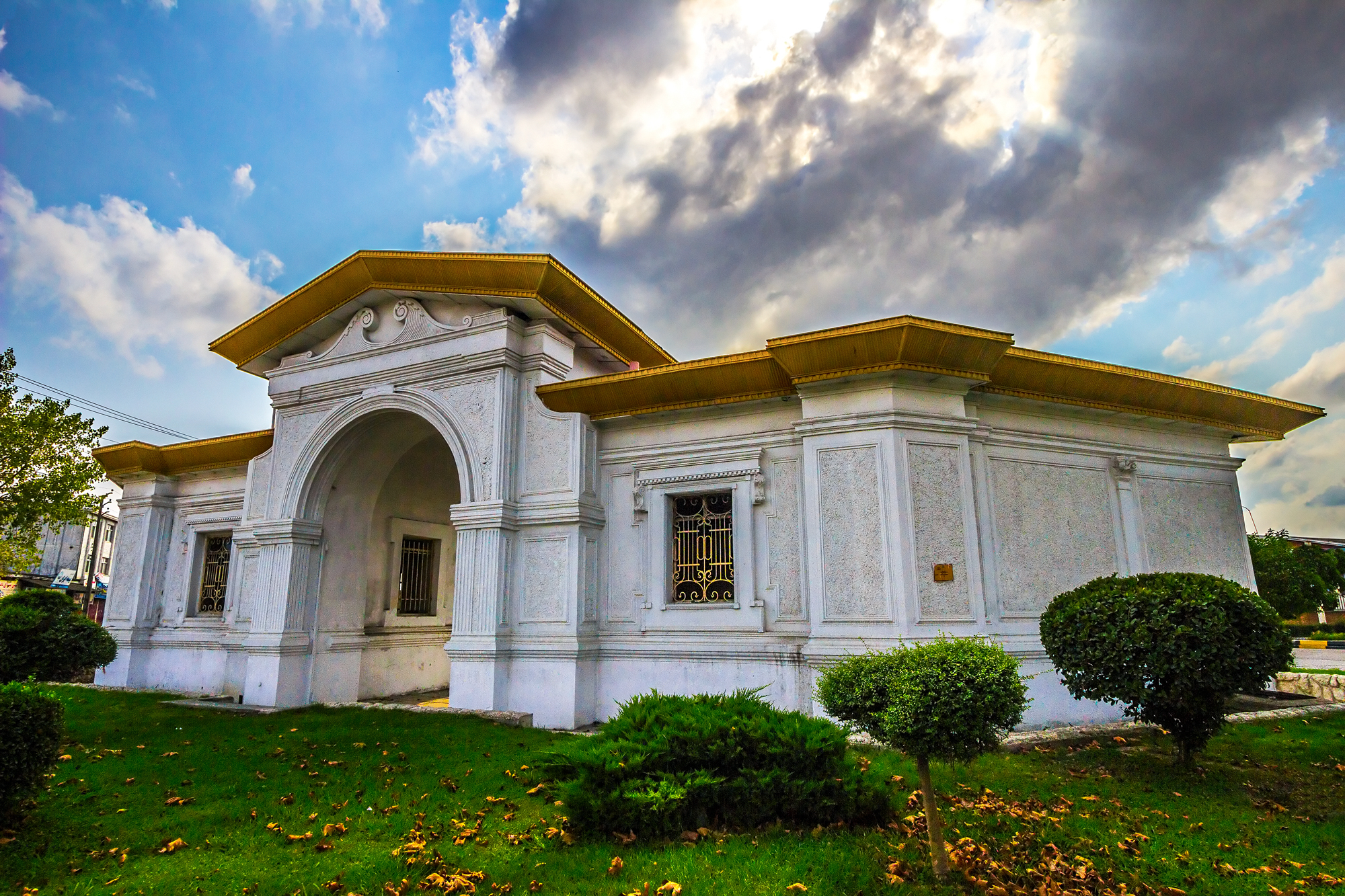
Altes Portal, Medizinische Universität, Teil der Kaiserlichen Palastanlagen zu Babol.

Babol (persisch بابل Bābol /bɔːˈbol/), bis 1927 auch Bārforūsch, ist eine Stadt in der iranischen Provinz Masandaran und ein Badeort am Kaspischen Meer.
Babol liegt am gleichnamigen Fluss und ist ca. 30 km von der Provinzhauptstadt Sari entfernt. Die Stadt ist der Haupthandelsort Masandarans (einst ganz Nord-Irans). Babol hat 250.217 Einwohner (Stand 2016). Südlich der Stadt liegt der Ort Ālāscht, Geburtsort Reza Schah Pahlavis.

## Geschichte
Der erste Name Babols war Māmitrā (persisch ماميترا, ‚Ort Mithras‘, entsprechend der iranischen Gottheit Mithras), später in der neupersischen Entwicklung Māmtir.
Quellen der iranischen Geschichtsschreibung ist zu entnehmen, dass im Jahre 864 n. Chr. im Rahmen des gegen den Vertreter des abbasidischen arabischen Kalifen von Bagdad gerichteten Widerstands des iranischen Adels und weiter Teile der Bevölkerung der Region der Fürst Abdollah-Ibn-Vendad-Omid das Volk der Stadt mit großem Erfolg dazu aufrief, sich dem Widerstand anzuschließen. Die heutige Stadt, die gemäß dem Historiker Sayyed Zahiruddin Mar'ashi (1413–1488 n. Chr.) zu seiner Zeit Bārforūschdeh hieß, woraus das spätere Bārforūsch im 16. Jahrhundert hervorging, erlangte den Höhepunkt ihrer ökonomischen Entwicklung gegen Ende des 18. Jahrhunderts aufgrund des Handels mit Russland. Unter der Dynastie der Zand wurde die Stadt schließlich zur Hauptstadt der Provinz Mazandaran erhoben. Durch die Feindschaft der späteren Kadscharen-Dynastie gegen die frühere Herrscherfamilie der Zand und durch die Sympathie der Stadtbevölkerung für die gestürzte Zand-Dynastie begünstigt, wurde in späterer Zeit die Provinzhauptstadt erneut nach Sāri verlegt. Hierdurch und durch weitere Entscheidungen (so z. B. die Nichtanbindung an die von Reza Schah erbaute Transiranische Eisenbahn im frühen 20. Jahrhundert) verlor die Stadt in späterer Zeit teils an Bedeutung.
Im Rahmen der Konfrontation der persischen Regierung unter der Kadscharen-Dynastie mit der religiösen Bewegung des Babs und im Vorfeld der später aufkeimenden Gemeinschaft der Bahais kam es in den Jahren 1848 und 1849 zu einer militärischen Auseinandersetzung zwischen regulären Streitkräften und den Anhängern des Babismus in der Nähe der Stadt. Hierbei erlitten die Babis große Verluste. In die Geschichtsschreibung ging die Konfrontation als „das Ereignis der Festung Sheikh Tabarsi“ (Vāghe'ehe Ghal'ehe Sheikh Tabarsi) ein, da das Mausoleum des geistlichen Gelehrten Sheikh Tabarsi (Ahmad Ibn Abitaleb Tabarsi) als Schauplatz der Auseinandersetzung gedient hatte.
Jedoch hatte die Stadt auch später einen relativ hohen Anteil an Bewohnern nicht-islamischen Glaubens, hierbei insbesondere Bürger jüdischen Glaubens sowie Bahais.

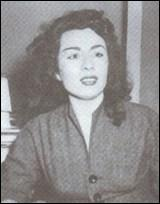
Delkasch (Esmat Bāgherpour Bābolī), Diva, Ikone der persischen Musik und Schauspielerin aus Babol (1924–2004)

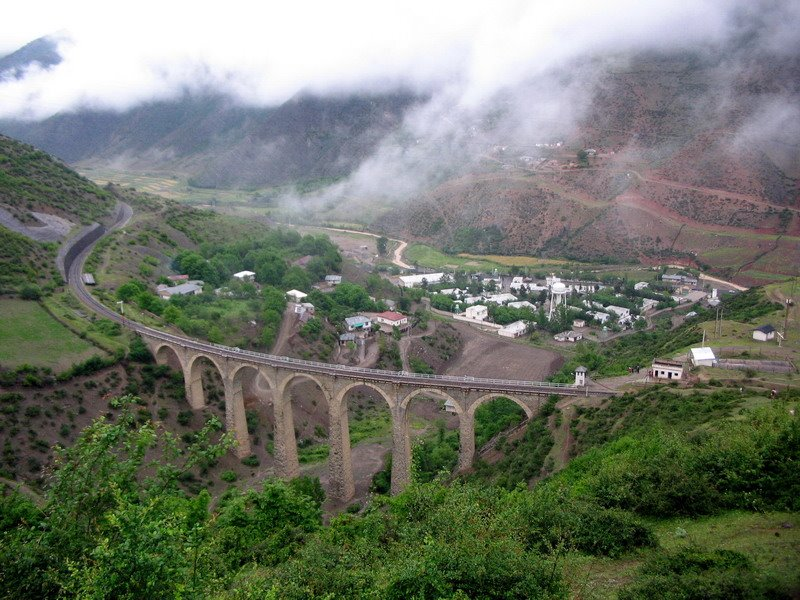
Alte Brücke bei Savādkuh in südlicher Umgebung Bābols

## Wirtschaft
Babol ist neben Tonekabon ein wesentliches Zentrum der iranischen Zitrus-Fruchtproduktion. Auch Tee und Reis werden im umliegenden Land angebaut. Bis in die 1980er Jahre gab es zusätzlich Tabak-, Seiden-, Baumwoll- und Sojaanbau.

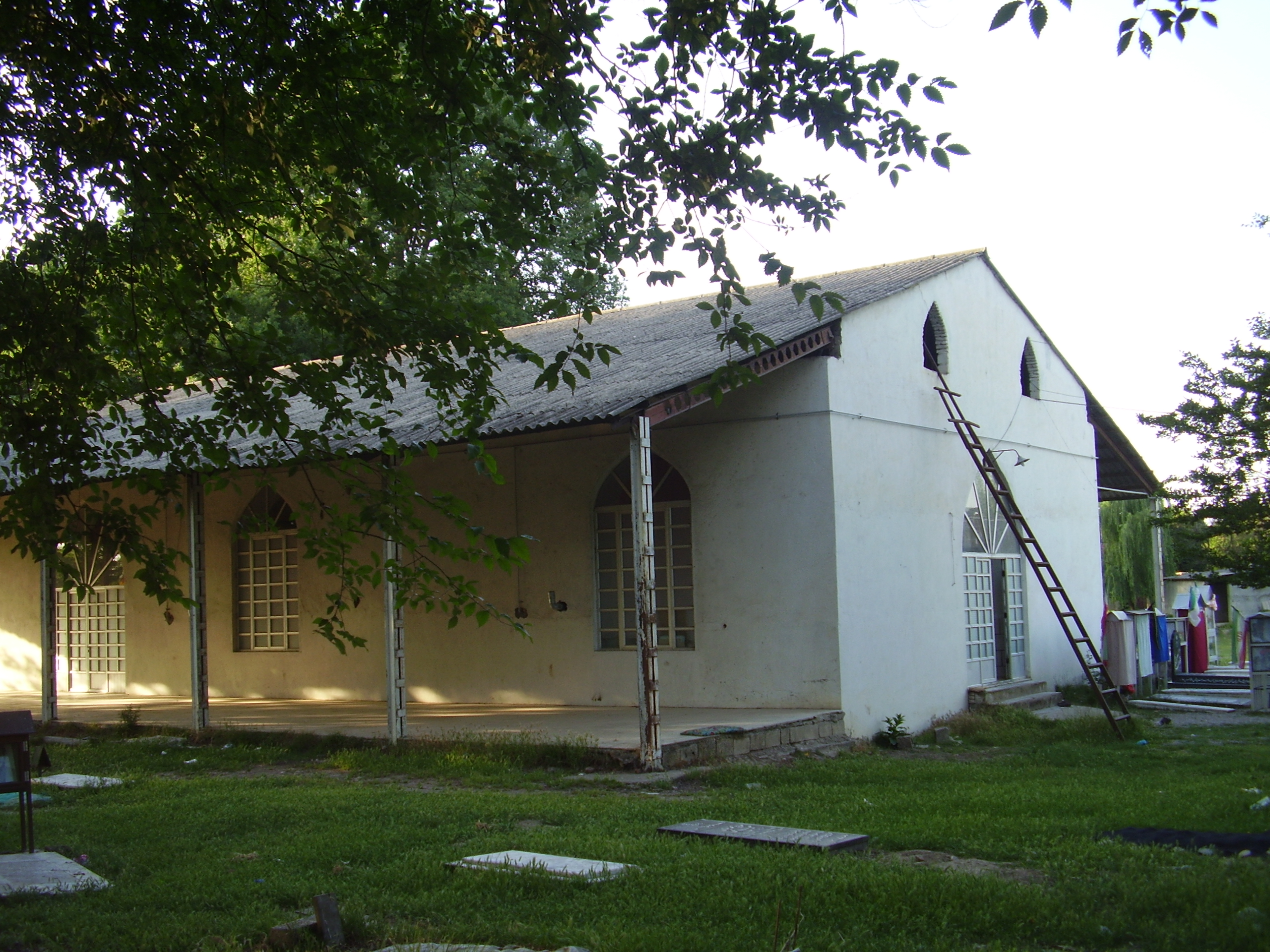
Tabarsi-Schrein 2008

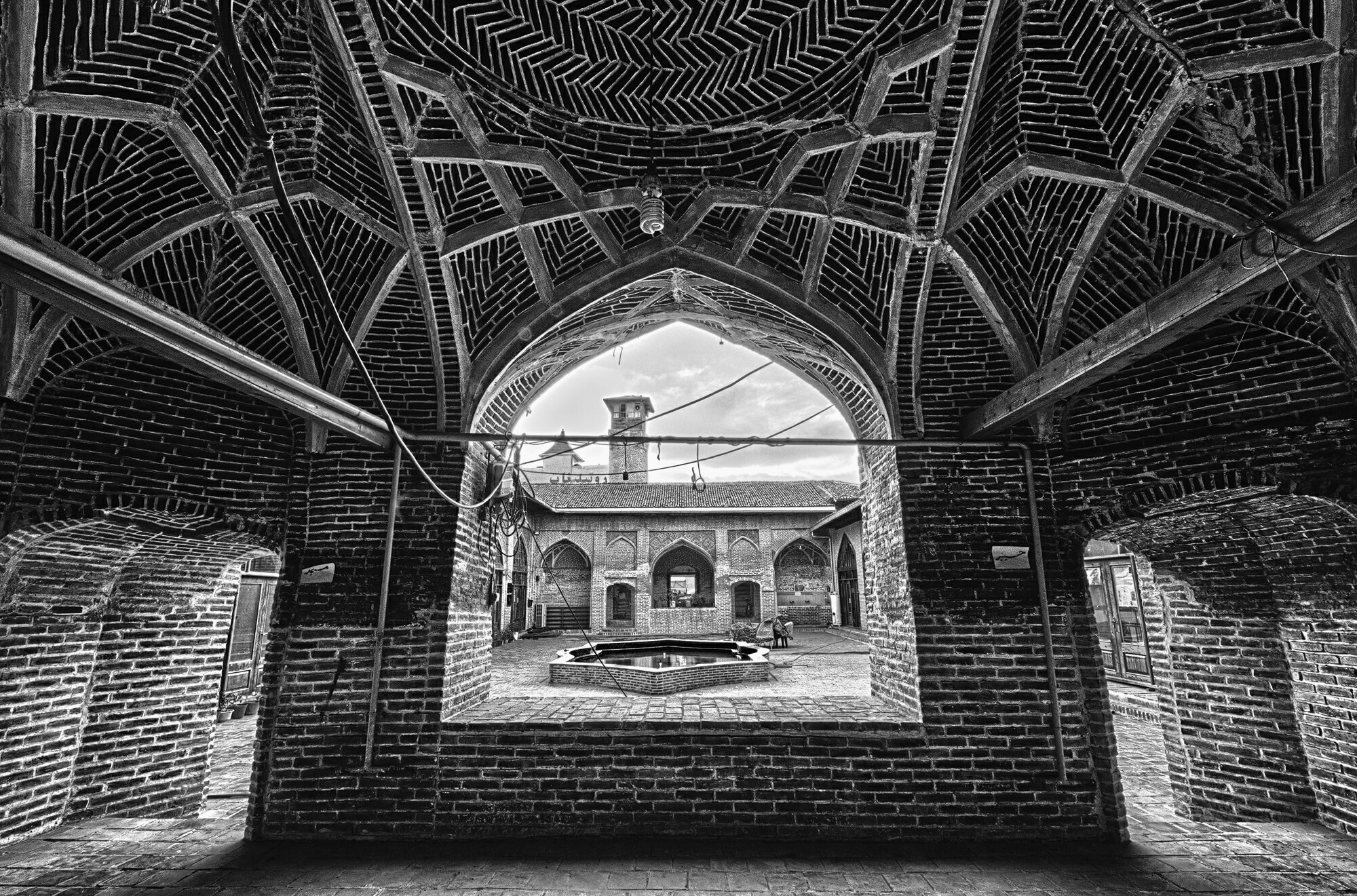
Babol Jameh Mosche

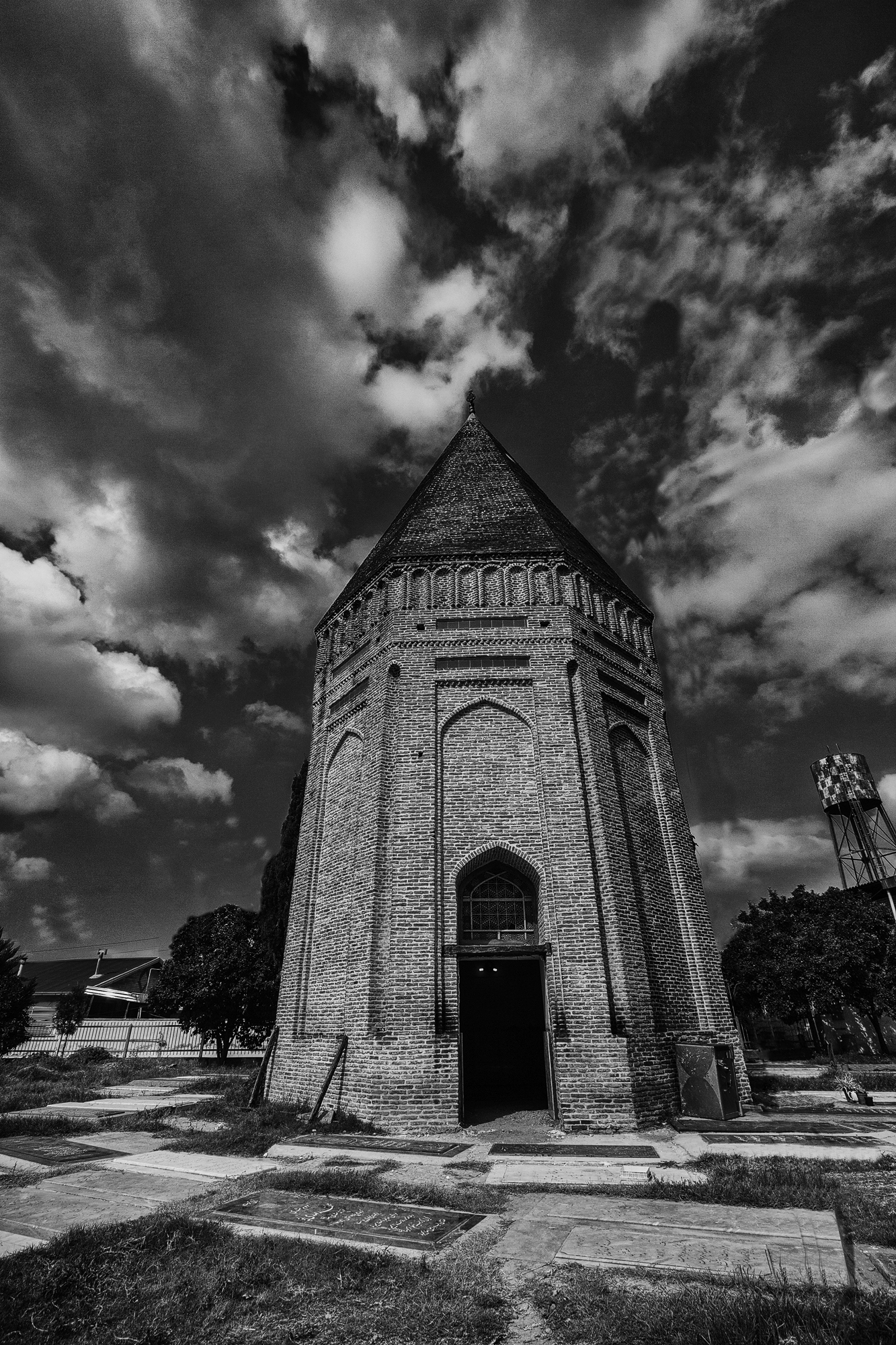
Sultan Mohamad Taher Turm

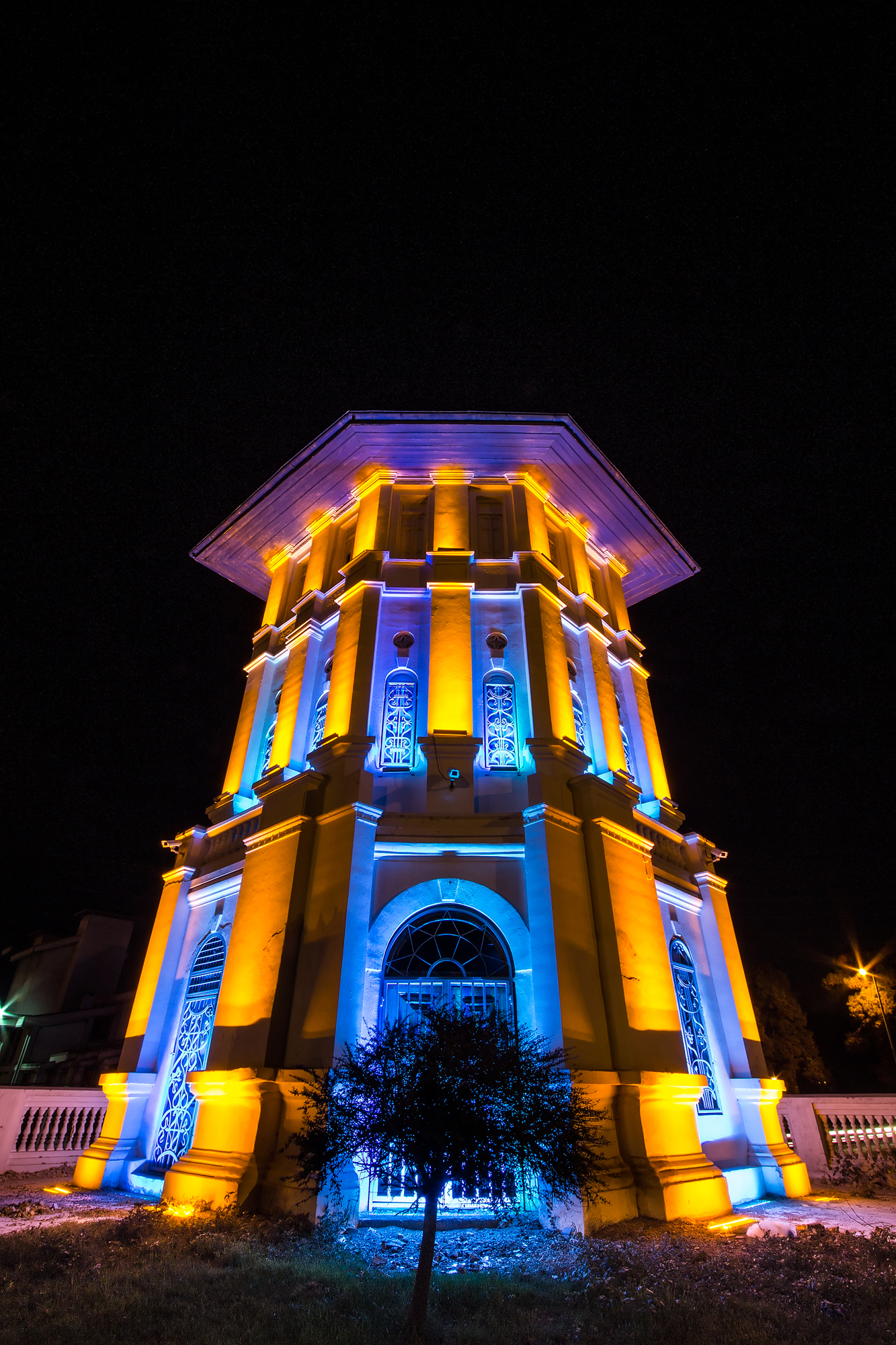
Wachturm

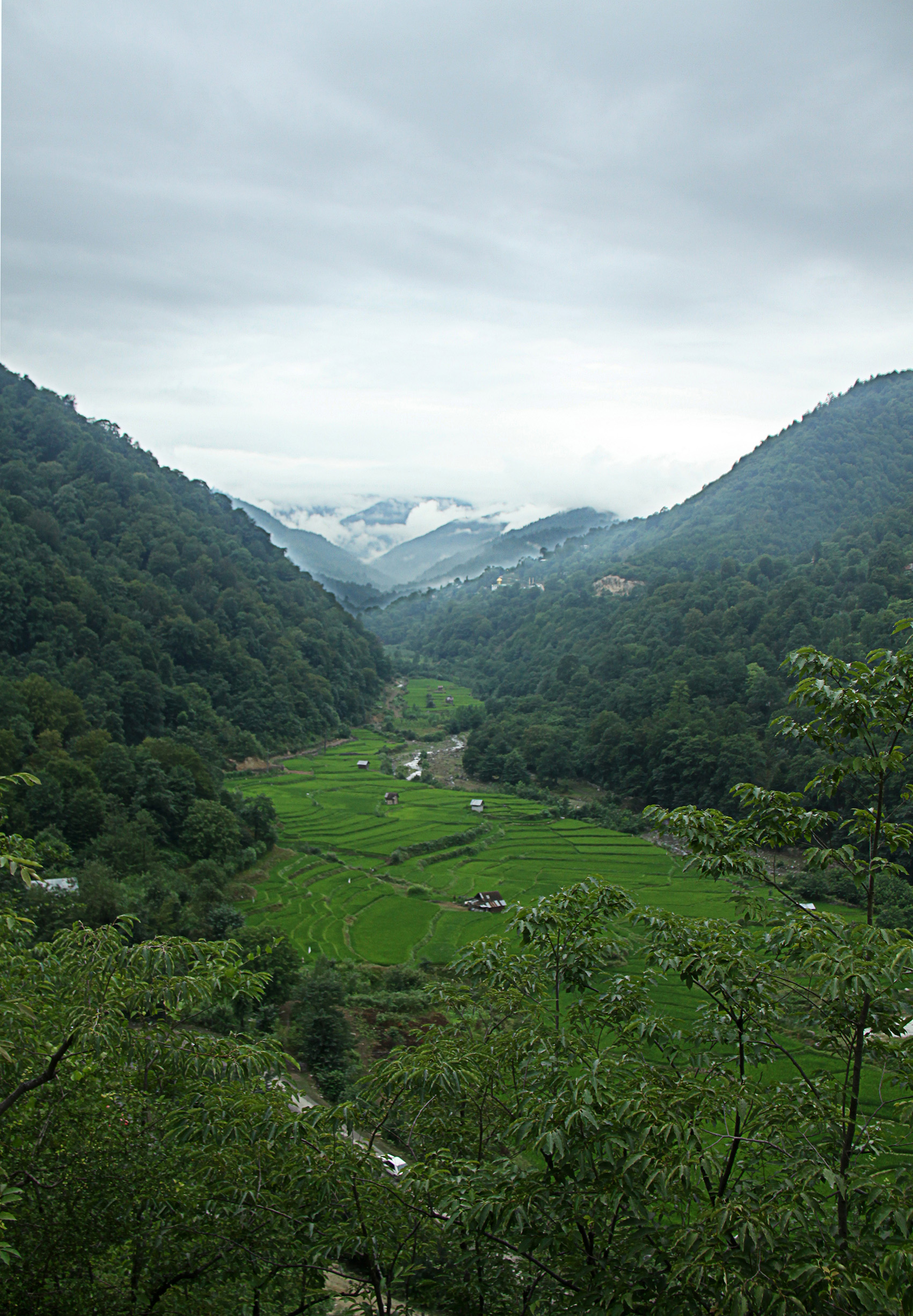
Bandpey Dschungel

## Universitäten und Hochschulen
Als führende Universitäten, Hochschulen und Institute der Stadt sind zu nennen:
- Babol-Universität für Medizinische Wissenschaften
- Technologische Universität Noschirvani
- Mazandaran-Universität für Wissenschaft und Technologie
- Freie Universität Babol
- Institut für angewandte Wissenschaft in Kunst und Kultur
- Payame-Nur-Universität Babol
- Universität für angewandte Wissenschaften – Babol
- Universität des Lehrpersonals Rajai Babol
- Mazandaran-Institut für Technologie
- Rahedanesh-Institut für höhere Bildung
- Tabari-Institut für höhere Bildung
- Institut für angewandte Wissenschaft Jahad Daneshgahi
- Aryan-Institut für Wissenschaft und Technologie
- Berufskolleg Imam Sadiq, Babol
- Berufskolleg Sama, Babol
- Berufskolleg AzZahra, Babol

## Sehenswürdigkeiten
Ruinen des Palastes des safawidischen persischen Kaisers Schah Abbas I. liegen im Süden des alten Stadtkerns. Zu weiteren Sehenswürdigkeiten zählt die Mohammad-Hassan-Chan-Brücke, erbaut unter dem kadscharischen Eroberer der Stadt Mohammad Hassan Chān (1722–1758), Vater des späteren Kaisers Schah Aga Mohammed Khan. Der Kaiserliche Palast aus der Zeit der persischen Dynastie der Pahlavis, heute Teil der Universität für Medizinische Wissenschaften, sowie das Museum Gandschineh zählen zu weiteren alten Attraktionen der Stadt.

## Söhne und Töchter der Stadt
- Delkasch (1924–2004), Sängerin und Schauspielerin[7]
- Imam-Ali Habibi (* 1931), Ringer und Politiker
- Towhidi Tabari (* 1964), Kalligraph und Ornamentemaler
- Afschin (* 1978), Sänger
- Bashir Asgari Babajanzadeh (* 1989), Ringer
- Keyvan Ghanbarzadeh (* 1990), Hochspringer
- Sousan Hajipour (* 1990), Taekwondoin
- Morteza Pouraliganji (* 1992), Fußballspieler
- Alireza Firouzja (* 2003), Schachspieler